# Sói Iberia
Sói Iberia (Canis lupus signatus, Cabrera 1907) là một phân loài được đề xuất của sói xám sinh sống ở phía tây bắc của bán đảo Iberia, bao gồm miền bắc Bồ Đào Nha và tây bắc Tây Ban Nha. Đây là nơi sinh sống của 2.200-2.500 con sói đã bị cô lập khỏi việc trộn lẫn với các quần thể sói khác trong hơn một thế kỷ. Đây là những con sói lớn nhất ở Tây Âu.

## Phân loại
Sói Iberia Canis lupus signatus Cabrera 1907 .
}} được phân loại là Canis lupus lupus bởi các loài động vật có vú của thế giới. Một số tác giả cho rằng loài sói Tây Ban Nha đông nam, được nhìn thấy lần cuối ở Murcia vào những năm 1930, là một phân loài khác được gọi là Canis lupus deitanus. Nó thậm chí còn nhỏ hơn và màu đỏ hơn, không có những đốm đen. Cả hai phân loài đã được đề cử bởi nhà động vật học người Tây Ban Nha Ángel Cabrera vào năm 1907.
Hình thái sọ của sói Iberia, mtDNA và microsatellites khác với những con sói châu Âu khác. Trong năm 2016, một nghiên cứu về chuỗi DNA ty thể của cả hai con sói hiện đại và cổ đại chỉ ra rằng ở châu Âu, hai haplotypes di truyền nhất tạo thành sói Ý, và riêng biệt, con sói Iberia. Trung tâm Thông tin Công nghệ sinh học quốc gia / Genbank liệt kê loài sói Iberia dưới tán cây Canis lupus signatus.